# San Mateo (Isabela)
Pour les articles homonymes, voir San Mateo et Mateo (homonymie).
San Mateo est une municipalité de la province d'Isabela, aux Philippines.